# Lakshmisagara, Gudibanda
Lakshmisagara là một làng thuộc tehsil Gudibanda, huyện Kolar, bang Karnataka, Ấn Độ.